# Guido Cappelloni
Guido Cappelloni (Macerata, 9 agosto 1925 – Grottammare, 12 febbraio 2012) è stato un politico italiano.

## Biografia
Nato da una famiglia del ceto medio impiegatizio, compì studi regolari e nel 1944 si iscrisse al Partito Comunista Italiano. A conflitto ultimato completò i suoi studi laureandosi in giurisprudenza. Nel periodo che va dal 1948 al 1969 sostenne numerose proteste popolari: quella dei comunisti dopo l'attentato a Palmiro Togliatti (1948); quella delle lotte mezzadrili nelle Marche; quella degli studenti e dei giovani (1968) e quella degli operai, chiamata anche autunno caldo (1969).
Consigliere comunale e poi provinciale di Ascoli Piceno, venne successivamente eletto segretario della federazione nel 1956 e poi regionale nel 1964. È membro del Comitato Centrale del Partito Comunista Italiano dal 1962. Nel 1968 si trasferì a Roma. Esponente di spicco del Partito Comunista Italiano, nel 1976 sarà eletto per la prima volta deputato nella Camera dei deputati, dove verrà riconfermato anche nel 1979. Tra i vari incarichi ricoprirà anche quello di responsabile ceti medi e cooperazioni, e poi quello di tesoriere del partito. Nel congresso del 1983, presentò i cosiddetti emendamenti Cossutta-Cappelloni.
Dopo la svolta della Bolognina, al XIX e al XX Congresso si batte assieme a Cossutta contro lo scioglimento del PCI. Il 15 dicembre del 1991 sarà tra i fondatori del Partito della Rifondazione Comunista, di cui fu Tesoriere dal 1992 al 1996. Successivamente è stato inoltre presidente del "Consorzio sardo di sostegno alle piccole e medie imprese". Dal 1999 è presidente del Collegio di Garanzia del PRC. Dal 2005 ha fatto parte dell'area politica del PRC Essere comunisti, che faceva capo a Claudio Grassi e ad Alberto Burgio.

## Opere
- Con il tesseramento del 1974 verso il raddoppio della quota tessera. Un impegno politico di tutto il partito da realizzare in due anni. Convegno nazionale sui problemi finanziari del PCI. Roma, 26-27 novembre 1973, relazione di, Roma, PCI, 1973.
- Intervento in La pratica e il progetto. La costruzione del partito di massa dopo il III Congresso nazionale del PRC, Roma, Partito della Rifondazione Comunista, 1997.
- Prefazione a Alessandro Valentini, La vecchia talpa e l'araba fenice, Napoli, La città del sole, 2000. ISBN 88-8292-029-1.